# Karl Staudinger
Karl Staudinger (* 30. März 1874 in Wies, Steiermark, Österreich-Ungarn; † 29. November 1962 in Sonneberg, DDR) war ein österreichischer bzw. deutscher Maler, Grafiker, Werkkünstler und Kunstpädagoge.

## Leben
Karl Staudinger begann seine berufliche und künstlerische Laufbahn zunächst mit einer praktischen Ausbildung zum Papiertechniker und Lithografen. 1892 ging er nach München und besuchte die private Malschule von Heinrich Knirr, zu deren bekanntesten Schülern Paul Klee, Emil Orlik und Fabius von Gugel zählten. Von 1895 bis 1904 studierte er bei Franz von Stuck an der Kunstakademie München. 1906 gehörte Staudinger neben Lyonel Feininger, Karl Pommerhanz, Lothar Meggendorfer und anderen zu den Künstlern, die für die deutschsprachige Sonntagsausgabe der Chicago Tribune eine Reihe von Comic-strips zeichneten.
Staudingers Arbeiten erregten die Aufmerksamkeit des Herzogs von Sachsen-Meiningen, Georg II., der ihn 1912 als Nachfolger von Reinhard Möller zum Direktor der Industrieschule Sonneberg berufen ließ. Im Unterricht lehrte er bis zum Kriegsbeginn 1914 Zeichnen, Malen und Anatomie. Nach seinem Kriegsdienst von 1914 bis 1918 kehrte er nach Sonneberg zurück und wirkte bis 1929 mit seinen Entwürfen prägend für die künstlerische und pädagogisch ausgerichtete Spielzeugformgestaltung. Als Fachschullehrer unterstützte er den Bund Entschiedener Schulreformer. Auf Grund des wirtschaftlichen Zusammenbruchs der Spielwaren- und Keramikindustrie musste Karl Staudinger 1929 seine Tätigkeit in Sonneberg beenden.
Zu dieser Zeit war Staudinger Mitglied im Reichsverband bildender Künstler Deutschlands, im Deutschen Künstler-Verband „Die Juryfreien“ und im Deutschen Werkbund.
Von 1929 bis 1933 ging er nach Kolumbien und übernahm die Leitung der Escuela de Artes y Oficios (≈ Kunstgewerbeschule) in San José de Cúcuta.
1933 kehrte er nach Sonneberg zurück und wurde zum Professor ernannt. Nach dem Abklingen der Weltwirtschaftskrise schien sich die Sonneberger Spielwaren- und Keramikindustrie zu erholen, und er übernahm wieder die Leitung der Industrieschule Sonneberg. Im Gebäude der Industrieschule befand sich auch das Deutsche Spielzeugmuseum, das Karl Staudinger zeitweise in Personalunion leitete. Gegen seinen entschiedenen Protest musste die Schule 1937 das für sie erbaute Gebäude für das Spielzeugmuseum räumen. Aus Enttäuschung darüber und wegen des zunehmenden Drucks der NSDAP auf den Schulbetrieb legte Karl Staudinger 1937 das Direktorenamt nieder und arbeitete von 1937 bis 1962 als freischaffender Buchillustrator und Künstler. Staudingers Nachfolger an der Industrieschule Sonneberg war Otto Keil, der die künstlerische und kunstpädagogische Ausrichtung der Schule beibehielt und Staudinger freundschaftlich verbunden war. Der Industrieschule Sonneberg, für deren Entwicklung zur Fachschule für angewandte Kunst (1951–1960) er maßgebend war, und den daraus hervorgegangenen Kunstschaffenden, wie Werner Stötzer, Gerhard Rommel oder Franz Kürschner blieb er bis zu seinem Tod als Mentor treu.
Die Stadt Sonneberg ehrte ihn mit der Benennung der Karl-Staudinger-Straße.

## Werke

### Schriften
- Der deutsche Soldat mit Waffe und Werkzeug. (Militär-Bilderbuch) Verlag Attenkofer, Straubing 1910.
- Kind und Spielzeug. (= Entschiedene Schulreform, Heft 4.) Verlag Ernst Oldenburg, Leipzig 1923.

### Buchillustration (Auswahl)
- Karl May: Durchs wilde Kurdistan. Karl-May-Verlag, Radebeul 1930.
- Emil Fischer: Peke-Wotaw. Ein deutscher Junge unter Indianern. Verlag Franckh, Stuttgart 1940.
- Dr. Owlglass (Hrsg.): Auf den Nachttisch zu legen. Eine kleine Bettpostille. Spemann Verlag, Stuttgart 1942.
- Joachim Ringelnatz: Überall ist Wunderland. Verlag Greiner, Stuttgart 1944.
- Alois Theodor Sonnleitner: Die Höhlenkinder. (Trilogie) Verlag Franckh, Stuttgart 1948.